# Bălăbănești
Bălăbănești is een Roemeense gemeente in het district Galați.
Bălăbănești telt 2236 inwoners.